# Федеральна розвідувальна служба Німеччини
Федеральна розвідувальна служба Німеччини — нім. Bundesnachrichtendienst, BND - БНД) - служба зовнішньої розвідки Німеччини.
Федеральна розвідувальна служба як самостійне відомство створена в 1955 році на базі так званої «організації генерала Гелена». У системі державних органів ФРН ФРС є підрозділом, що підкоряється відомству федерального канцлера. По кількості службовців ФРС — найбільша федеральна установа Німеччини. Штатний склад становить понад 7000 чоловік, з них близько 2000 зайняті безпосередньо збором розвідданих за кордоном. Серед співробітників представники приблизно 70 професій: військовослужбовці, юристи, історики, інженери і технічні фахівці. Штаб-квартиру ФРС спочатку було розташовано в Пулласі під Мюнхеном.
Тут працювало керівництво спецслужби і понад 3000 співробітників центрального апарату. Експерти стверджували, що, на відміну від багатьох зарубіжних розвідцентрів, ФРС доводилося постійно економити. Недоліком засобів пояснювали дуже «віковий» контингент співробітників в штаб-квартирі в Пуласі.

## Зміна штаб-квартири
В серпні 2001 року було ухвалено рішення про перенесення штаб-квартири БНД до Берліна.
Комплекс будівель нової штаб-квартири BND розташовується в колишньому східному Берліні на території «Стадіону молоді світу», де за часів НДР регулярно проходили фінальні матчі національної футбольної першості. Загальна площа комплексу становить 10 гектарів, площа робочих приміщень — 260 тисяч квадратних метрів.
Як зазначив голова BND Ернст Урла, переїзд до Берліна значно підвищив ефективність роботи розвідки, так як всі бюро та служби тепер перебувають під одним дахом. Точна вартість проекту невідома. За деякими даними, з урахуванням всіх додаткових витрат вона становила 1,5 мільярда євро.
Нова штаб-квартира BND стала найсучаснішим розвідувальним центром у Європі. Близько 4000 співробітників розвідки остаточно переїхали в нові будівлі в 2014 році. У Пулласі, де раніше розташовувався центральний офіс BND, залишилося 1500 осіб з технічних служб.

## Керівники
- Рейнхард Гелен
- Герхард Вессель
- Клаус Кінкель
- Еберхард Блум
- Герберт Хелленброх
- Ханс-Георг Вік
- Конрад Порзнер
- Хансйорг Гейгер
- Август Ханнінг
- Ернст Урлау
- Герхард Шиндлер
- Бруно Каль